# Cabarruyan
Cabarruyan ist eine Insel der Philippinen im Golf von Lingayen. Sie liegt in der Ilocos-Region der Insel Luzon und gehört zur Provinz Pangasinan.
Hauptort ist die Inselgemeinde Anda, welche aus Cabarruyan und einigen kleinen umliegenden Inseln besteht.
Cabarruyan ist flach und hat eine Fläche von etwa 77,78 km².